# Museos sin límites
Museos sin límites, anteriormente llamado Museos puertas abiertas, es un programa de televisión dedicado a los museos del Perú, emitido desde el año 2010 en TV Perú. Fue dirigido y conducido por el museólogo Luis Repetto hasta 2020, debido a su fallecimiento, y posteriormente, rebautizado, fue conducido por Inés Hernández, quien fue remplazada por Fátima Saldonid. El programa fue producido por su creadora, la periodista y museóloga Mercedes Silva Osorio, fallecida en 2018. Su lema es "Los museos están cambiando".
En 2011 el programa educativo, que se emite semanalmente los días sábado a las 5:30 p. m. (17:30 horas), fue, junto a Sucedió en el Perú, declarado material didáctico audiovisual para promoción y difusión del Patrimonio Cultural peruano a nivel escolar por resolución Viceministerial del Ministerio de Cultura.